# Wantsen
Wantsen (Heteroptera) vormen een onderorde van insecten die, evenals de onderordes van cicaden en plantenluizen, deel uitmaakt van de orde der Hemiptera. Deze indeling is niet geheel onomstreden, omdat de cicaden waarschijnlijk van de wantsen afstammen, en hun groep derhalve niet als gelijkwaardige onderorde naast de wantsen kan worden gezien.
Wantsen zijn gewoonlijk kleine insecten; de meeste soorten zijn kleiner dan een centimeter. Ze hebben in beginsel vier vleugels, bij sommige soorten zijn deze gereduceerd. Wantsen kennen een onvolledige gedaanteverwisseling. Ze verschillen van andere groepen insecten doordat ze buisvormige monddelen hebben waarmee voedsel wordt opgezogen.
Sommige soorten, bijvoorbeeld de bedwants, staan bekend als plaaginsecten die ook binnenshuis voorkomen. Een aantal soorten veroorzaakt schade aan landbouwgewassen, maar minder verwoestend dan bijvoorbeeld plantenluizen of sprinkhanen. Van veel wantsensoorten kunnen de mannetjes, net als bij sprinkhanen, geluid produceren dankzij – per soort verschillende – aanpassingen aan het lichaam. Van bepaalde wantsensoorten maken ook de wijfjes en larven zoemgeluiden. Dankzij haarachtige zintuigen op hun voelsprieten kunnen wantsen geluidstrillingen waarnemen.

## Leefwijze
Wantsen komen wereldwijd voor op het land en in zoet en brak water, niet in poolgebieden of in zee, maar er is één op volle zee (pelagisch) levend geslacht Halobates (in Gerridae). Alle wantsen hebben een zuigsnuit waarmee ze hun prooi uitzuigen: planten, zaden, andere insecten, of parasitair op andere dieren. De meeste soorten wantsen leven van plantensappen, maar een aantal soorten jaagt actief op andere insecten. Het komt voor dat plantenetende soorten, althans de zwangere vrouwtjes, toch andere insecten grijpen om proteïnen te verkrijgen voor de ontwikkeling van de eitjes.
Veel wantsen zijn zeer goed gecamoufleerd. Er zijn tienduizenden soorten waarvan er 617 (inventarisatie 2005) in Nederland voorkomen. Wantsen hebben zich aangepast aan allerlei biotopen op het land, sommige soorten zijn geëvolueerd voor een leven onder water, maar er zijn ook soorten die de oppervlaktespanning kunnen manipuleren en óp het water leven, soms zowel zoet water als brak water.
Jonge wantsen (nimfen) zijn, als ze uit het ei komen, ongevleugeld; de vleugels groeien, in de loop van een aantal vervellingen, tot het volwassen formaat uit. Wantsen hebben een onvolledige gedaanteverwisseling, ze kennen namelijk geen verpopping. Een nimf ziet er meestal al hetzelfde uit als een imago (volwassen insect), maar dan zonder de vleugels. Bij sommige soorten hebben de nimfen felle kleuren als rood of geel om vijanden af te schrikken. Onder de wantsen zijn enkele soorten die een vorm van broedzorg kennen, waarbij de ouders hun eitjes of nimfen beschermen. Soms beschermen ze ook elkaars nimfen, wat uitzonderlijk is bij insecten.

## Anatomie

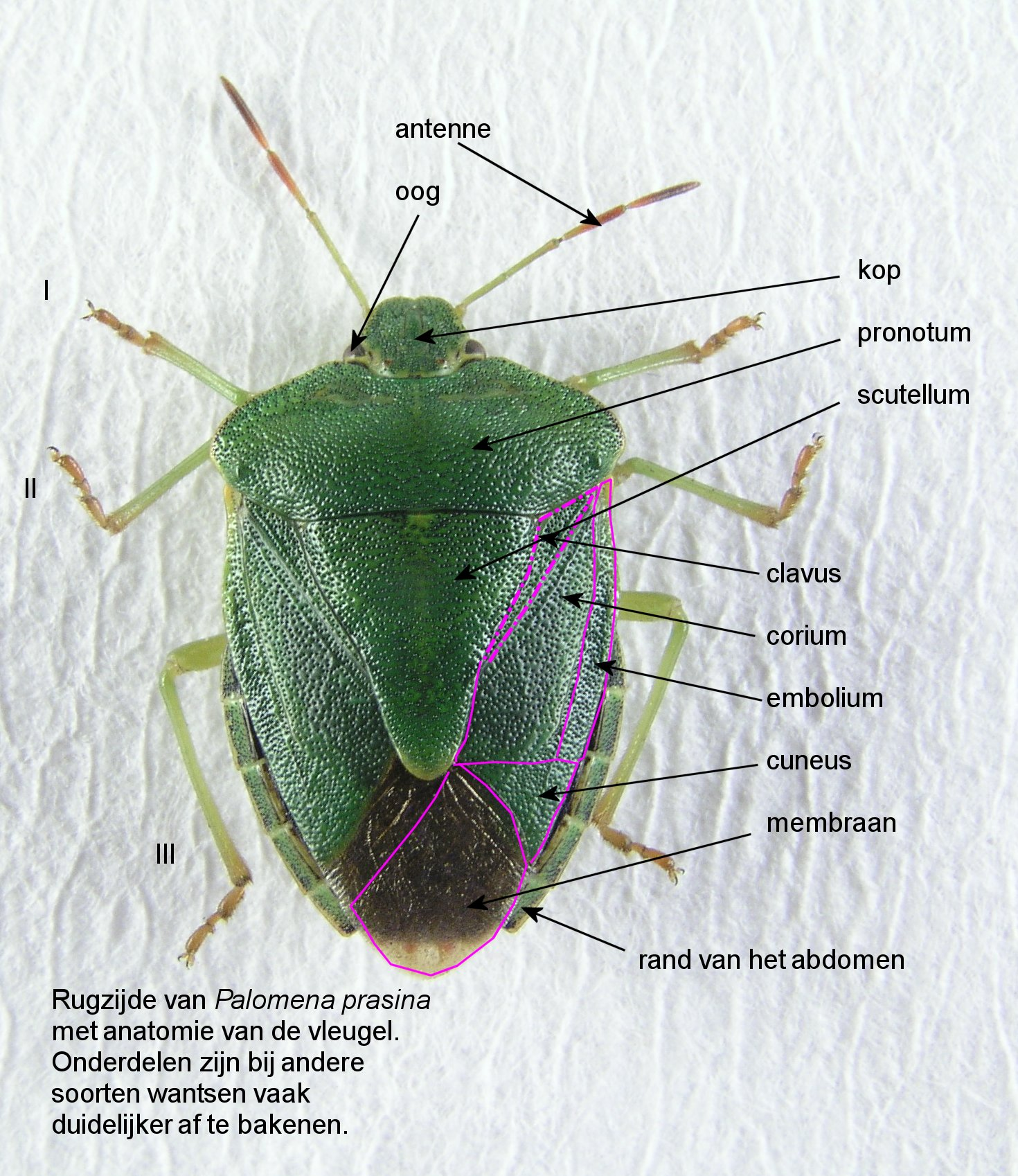
Rugzijde

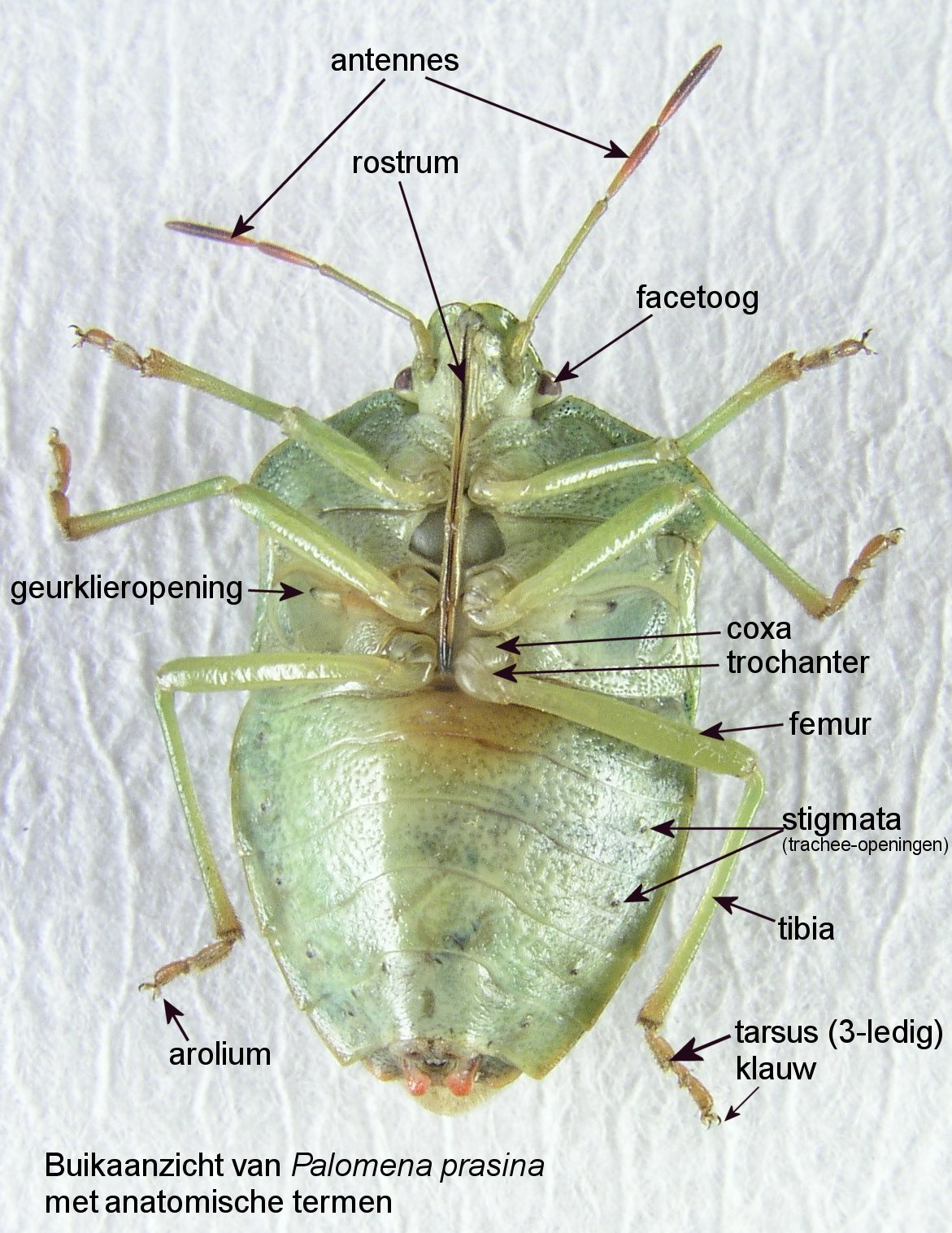
Buikzijde

Omdat de onderorde van wantsen zo uitgebreid en gevarieerd is, valt er weinig te zeggen over algemene kenmerken. Er zijn zowel ronde als bijna naaldachtige soorten, en de grootte varieert van enkele millimeters tot bijna tien. Plantenetende soorten hebben vaak camouflagekleuren, maar felgekleurde wantsen komen ook voor. Rovende wantsen hebben soms het voorste potenpaar omgevormd tot grijppoten, bij zwemwantsen en schaatsenrijders zijn deze grijppoten zodanig naar voren geplaatst dat ze op monddelen lijken. In water levende wantsen hebben vaak brede achterpoten om beter te kunnen zwemmen, en klauwtjes aan het middelste potenpaar om zich onder water vast te houden.

### Steeksnuit
Wantsen hebben, naast de algemene kenmerken van insecten, een steeksnuit (rostrum) waarmee plantaardige of dierlijke prooien worden leeggezogen. Achter het halsschild bevindt zich bij de meeste wantsen een duidelijk zichtbare driehoek, die met de punt naar het achterlijf wijst, het scutellum of schildje. De monddelen zijn geëvolueerd tot een steeksnuit, die aan de voorkant van de kop ontspringt en meestal aan de onderzijde in een groef wordt gehouden, maar naar voren kan worden bewogen. De kop is van boven altijd duidelijk zichtbaar.

### Geurklieren
Veel wantsen hebben al in het nimfstadium geurklieren in de achterzijde van het borststuk, die uitmonden in de flanken. De afscheiding stinkt en smaakt niet alleen verschrikkelijk, maar heeft op de hen bejagende insecten ook een verlammende werking. De wants zelf heeft aanpassingen om te voorkomen dat hij door de eigen afscheiding wordt vergiftigd. Sommige wantsen kunnen deze afscheiding, bestaande uit organische zuren, alcoholen en esters, zelfs gericht wegschieten. Bij in het water levende soorten worden de afscheidingen ingezet tegen micro-organismen.

### Vleugels
Wantsen hebben – net als kevers – twee paar vleugels: de grotendeels verharde voorvleugels (hemelytra) die taai en dik zijn, en vliesachtige achtervleugels. Alleen aan hun uiteinde zijn ook de voorvleugels dun en vliezig. Van dit dubbele vleugelpaar is de wetenschappelijke naam Hetero-ptera afgeleid: verschillende-vleugels ('hetero'=verschillend, 'ptera'=vleugels). Het eerste paar dient ter bescherming, het tweede paar, zeer dunne en vaak doorzichtige vliesvleugels, om te vliegen. De twee paar vleugels worden over elkaar heen gevouwen. 

Niet alle soorten wantsen zijn gevleugeld, en veel soorten kennen zowel gedeeltelijk (brachyptere) als volledig gevleugelde (macroptere) exemplaren, zoals ook wel bij andere insecten voorkomt, bijvoorbeeld bij sprinkhanen.

## Verschillen en overeenkomsten tussen kevers en wantsen
Wantsen zijn over het algemeen platter dan kevers, en de meeste soorten hebben een zodanig karakteristiek uiterlijk dat ze voor een enigszins ervaren waarnemer makkelijk als wantsen te herkennen zijn. Een voorbeeld van de zeldzame wants die nauwelijks van een kever is te onderscheiden, is de Coptosoma scutellatum. Een gelijkenis met kevers is bij deze wantsensoort bijvoorbeeld het ontbreken van een insnoering tussen het borststuk en het achterlijf.
Wantsen zowel als kevers kunnen vaak vliegen, en bij beide groepen worden de verharde vleugels (de dekschilden) tijdens de vlucht omhoog geklapt. Wantsen en kevers zijn echter niet nauw verwant, hetgeen bijvoorbeeld blijkt uit de onvolledige gedaanteverwisseling van de wants. Een kleine, maar nog onvolwassen, wants (nimf) lijkt namelijk al op de volwassen wants, en wordt middels een aantal vervellingen ten slotte een geslachtsrijpe (en vaak gevleugelde) wants. Een keverlarve lijkt juist in het geheel niet op een kever, en krijgt zijn uiteindelijke volwassen imagovorm middels verpopping. Een kleine kever is altijd een volwassen exemplaar, en zal niet meer groeien, hoe gunstig de omstandigheden ook zijn.

## Nederlandse en Belgische soorten
In Nederland voorkomende soorten zijn van enige millimeters tot ca. 1,5 centimeter lang, een uitschieter is de zeer smalle en tot 4 cm lange staafwants die lijkt op een wandelende tak. Sommige soorten wantsen kunnen pijnlijk steken met hun steeksnuit als ze worden opgepakt, zoals de bootsmannetjes. De zwemwants kan met zijn voorste potenpaar wondjes veroorzaken. Veel soorten kunnen ook als afweer een onaangename doordringende geur verspreiden. Onderstaand zijn alleen de bekendere soorten weergegeven.

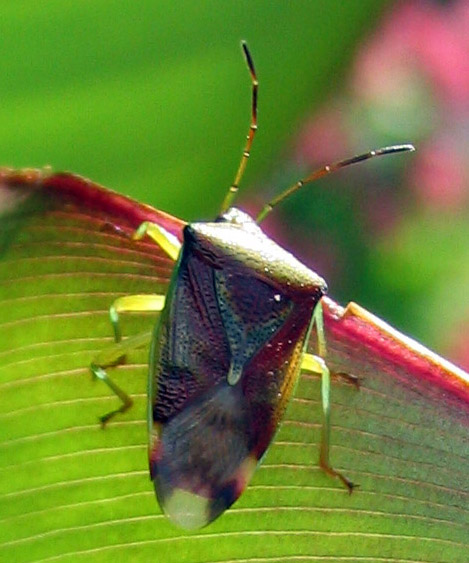
Berkenkielwants (Elasmostethus interstinctus)
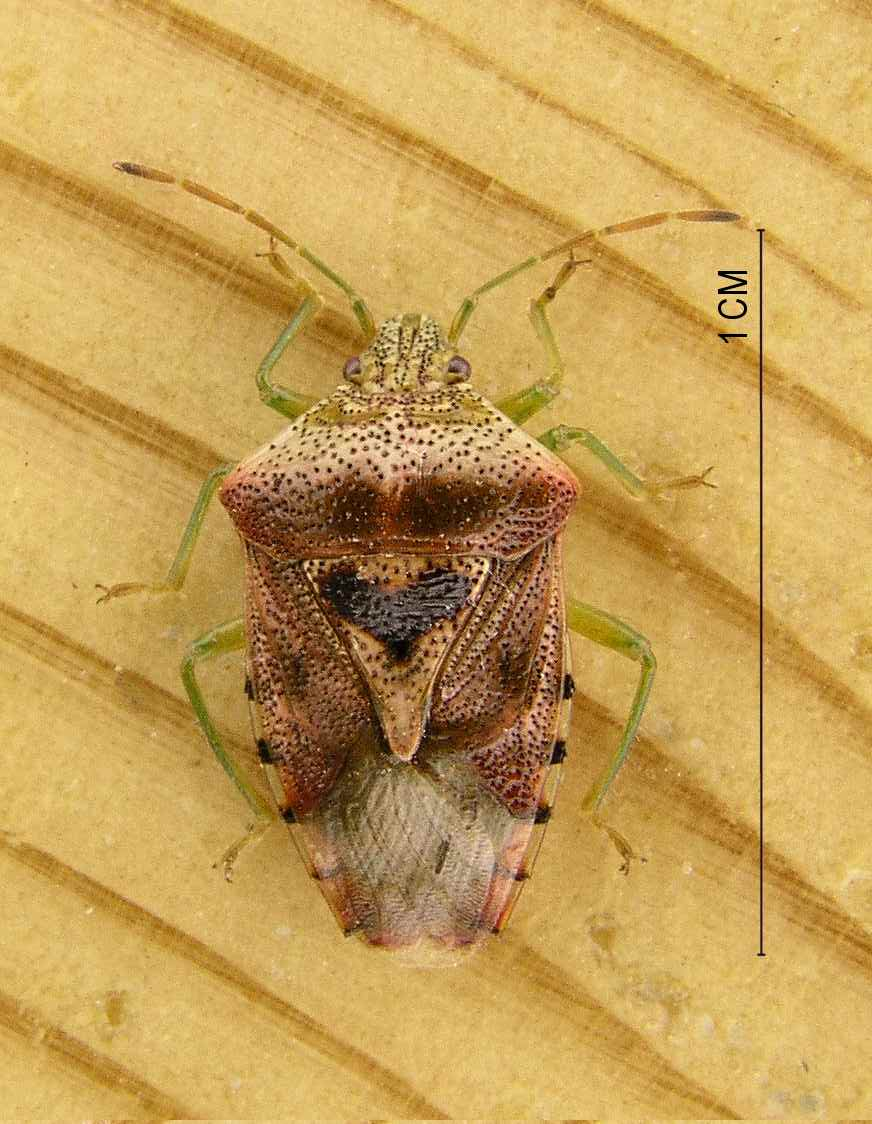
Gewone kielwants (Elasmucha grisea)
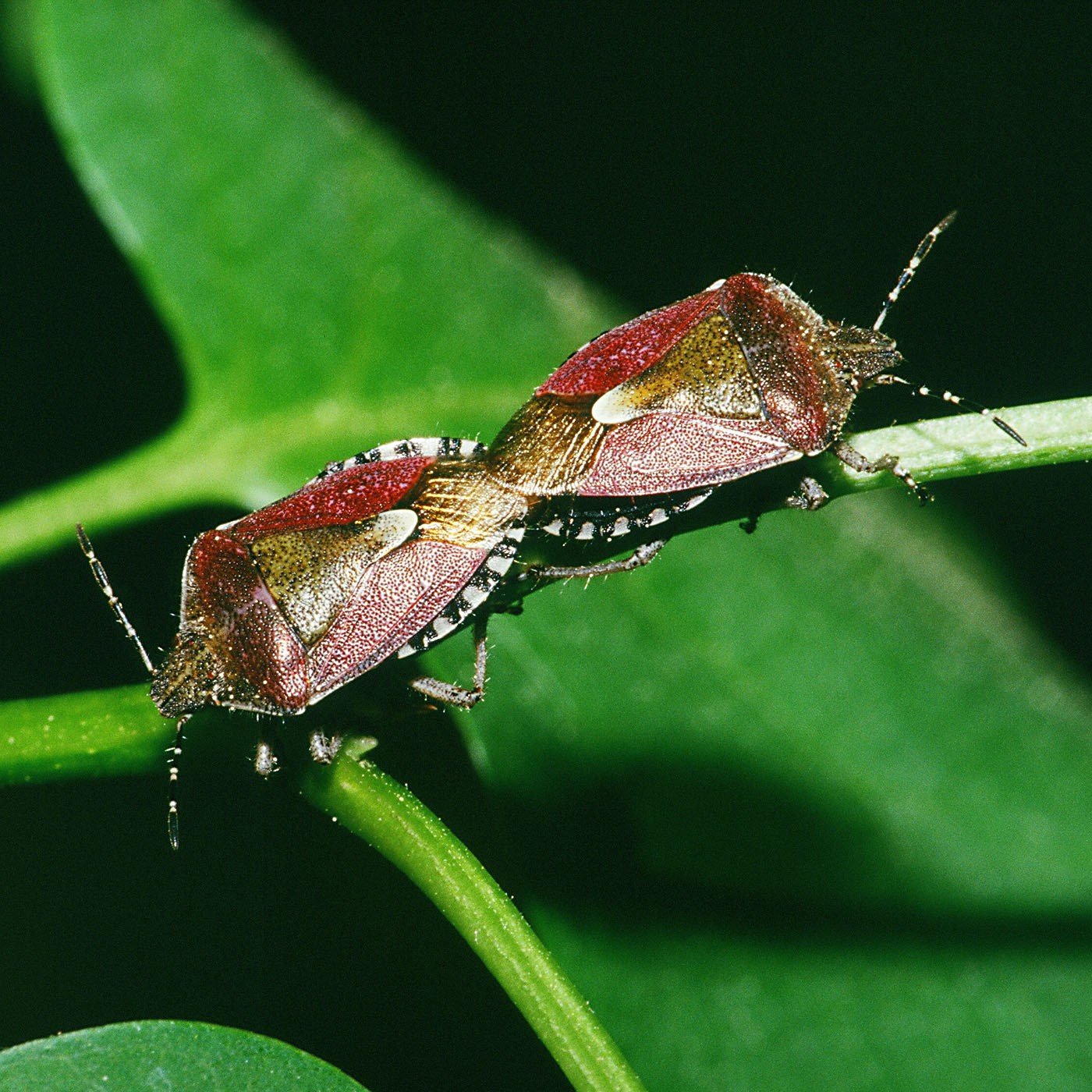
Bessenschildwants (Dolycoris baccarum)
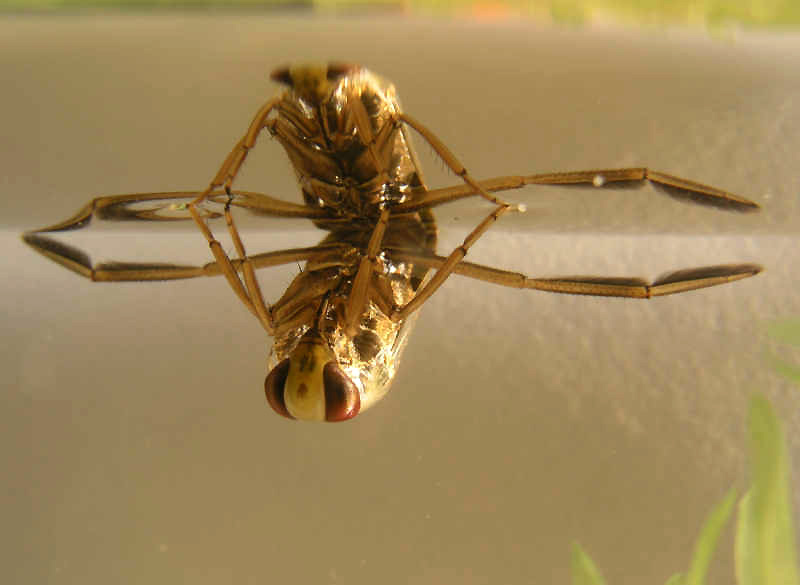
Bootsmannetje (Notonecta glauca)
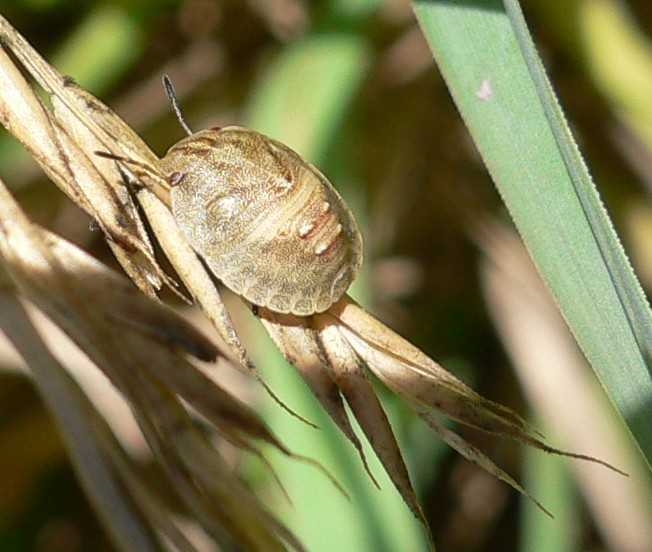
Gewone pantserwants (Eurygaster testudinaria)
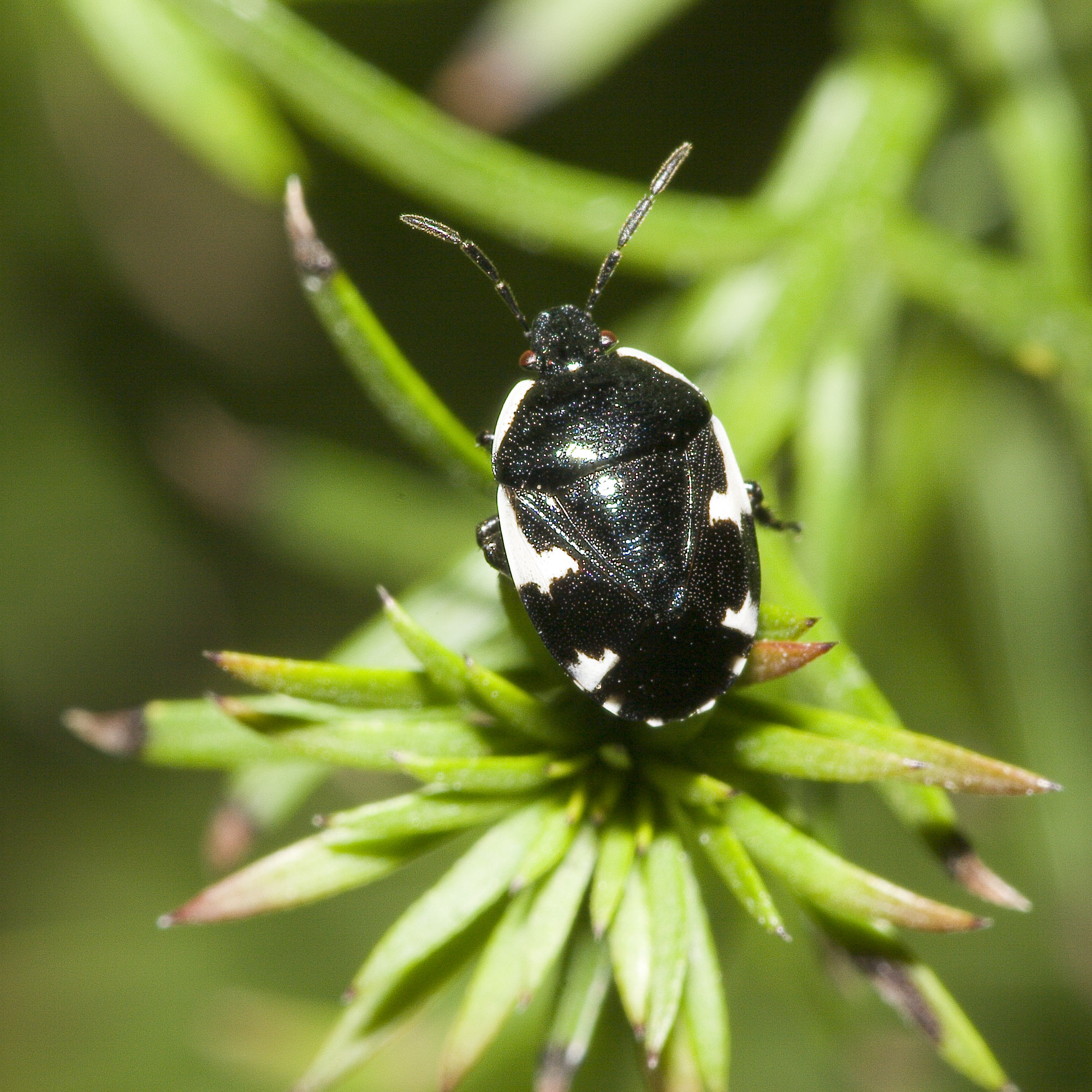
Ballotegraafwants (Tritomegas sexmaculatus)
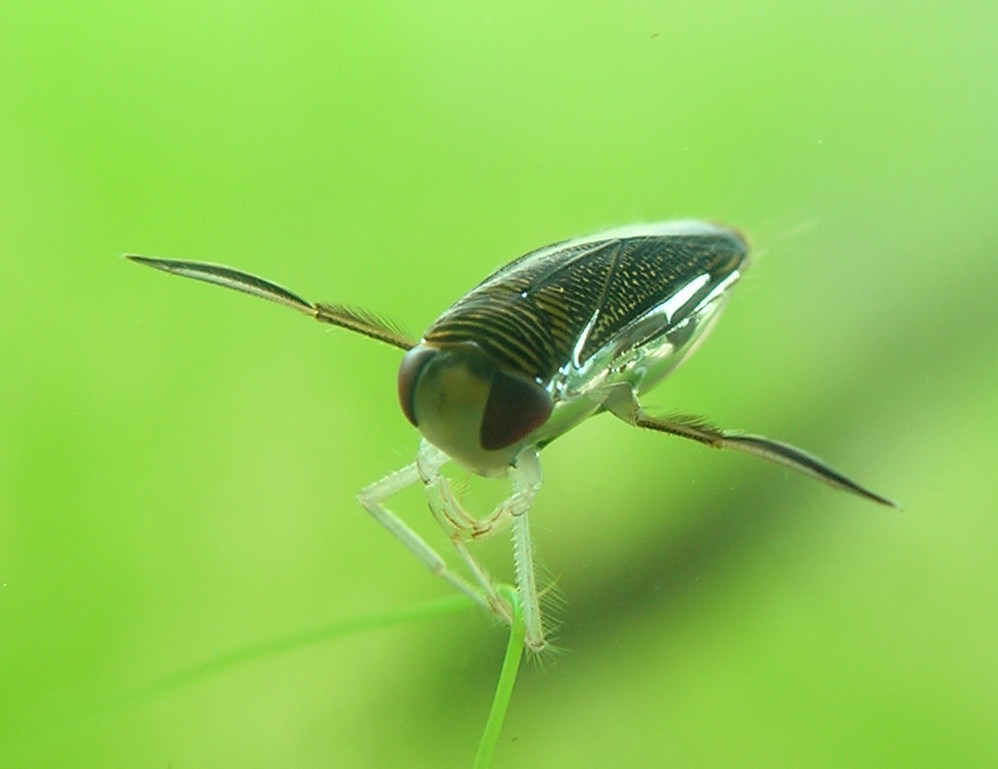
Duikerwants (Corixa punctata)
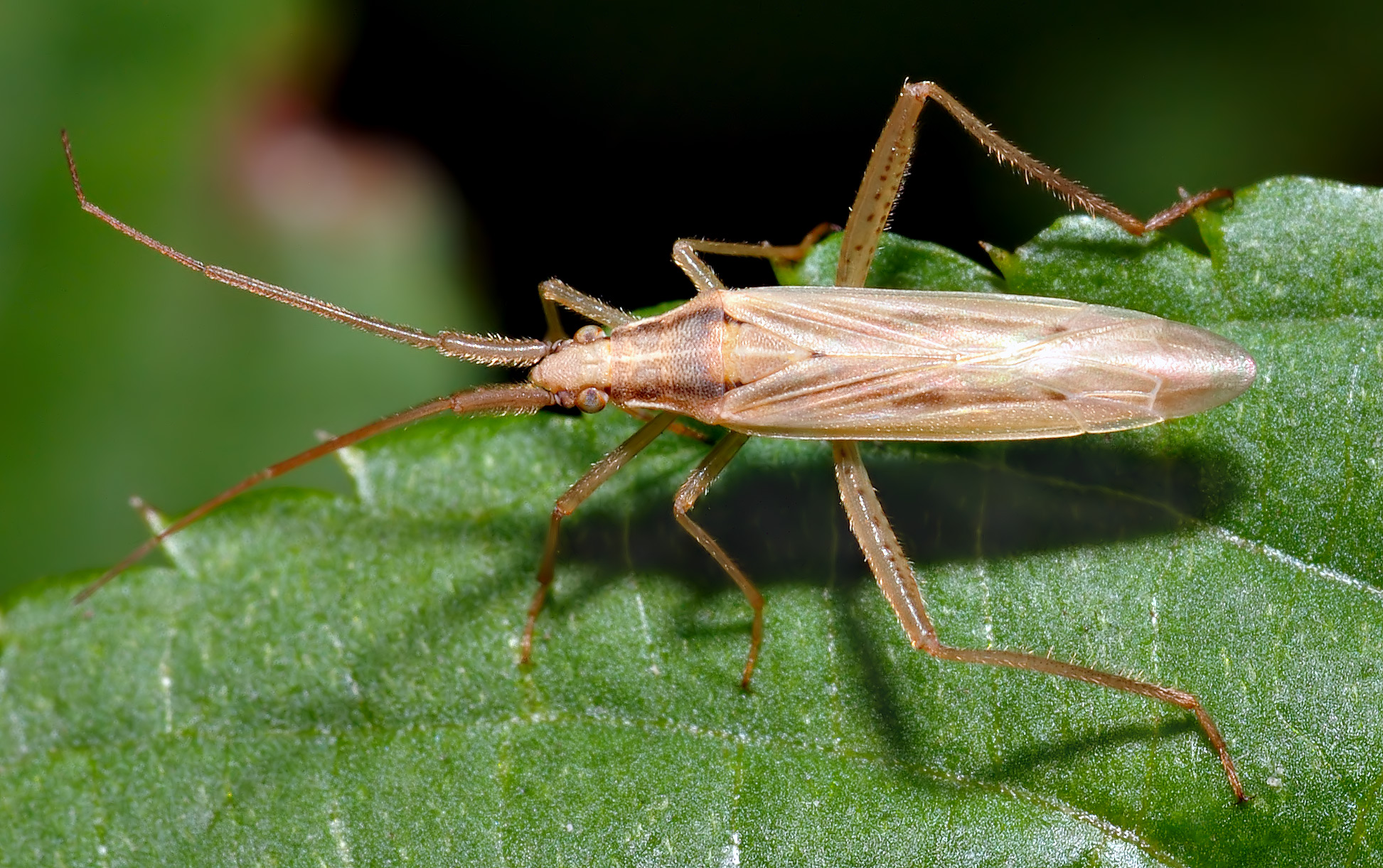
Graswants (Stenodema laevigatum)
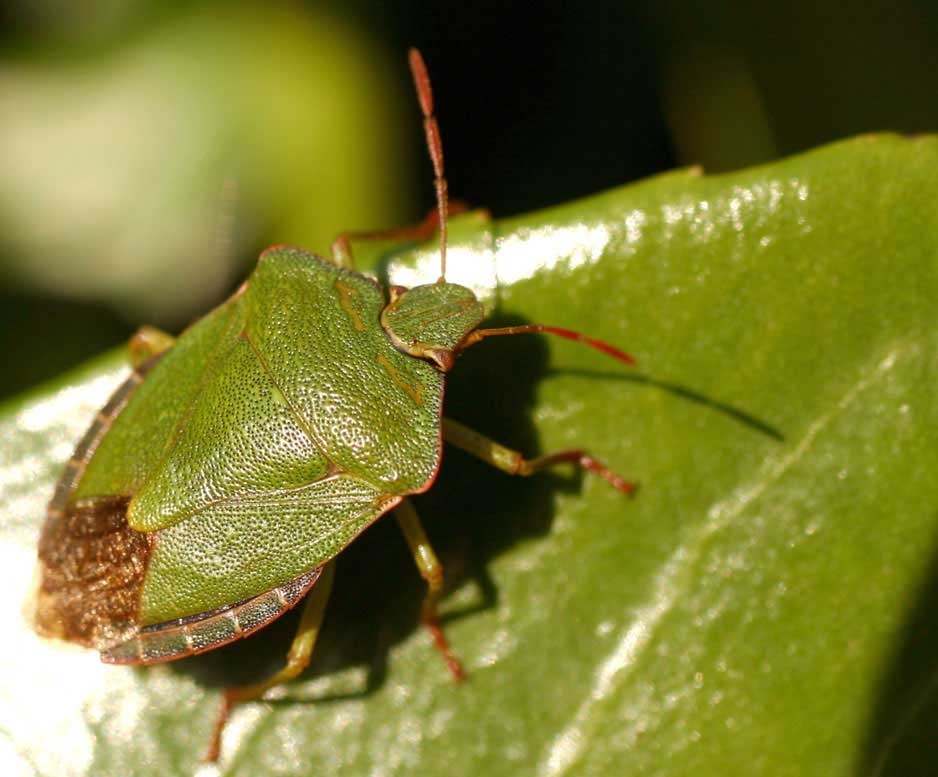
Groene schildwants (Palomena prasina)
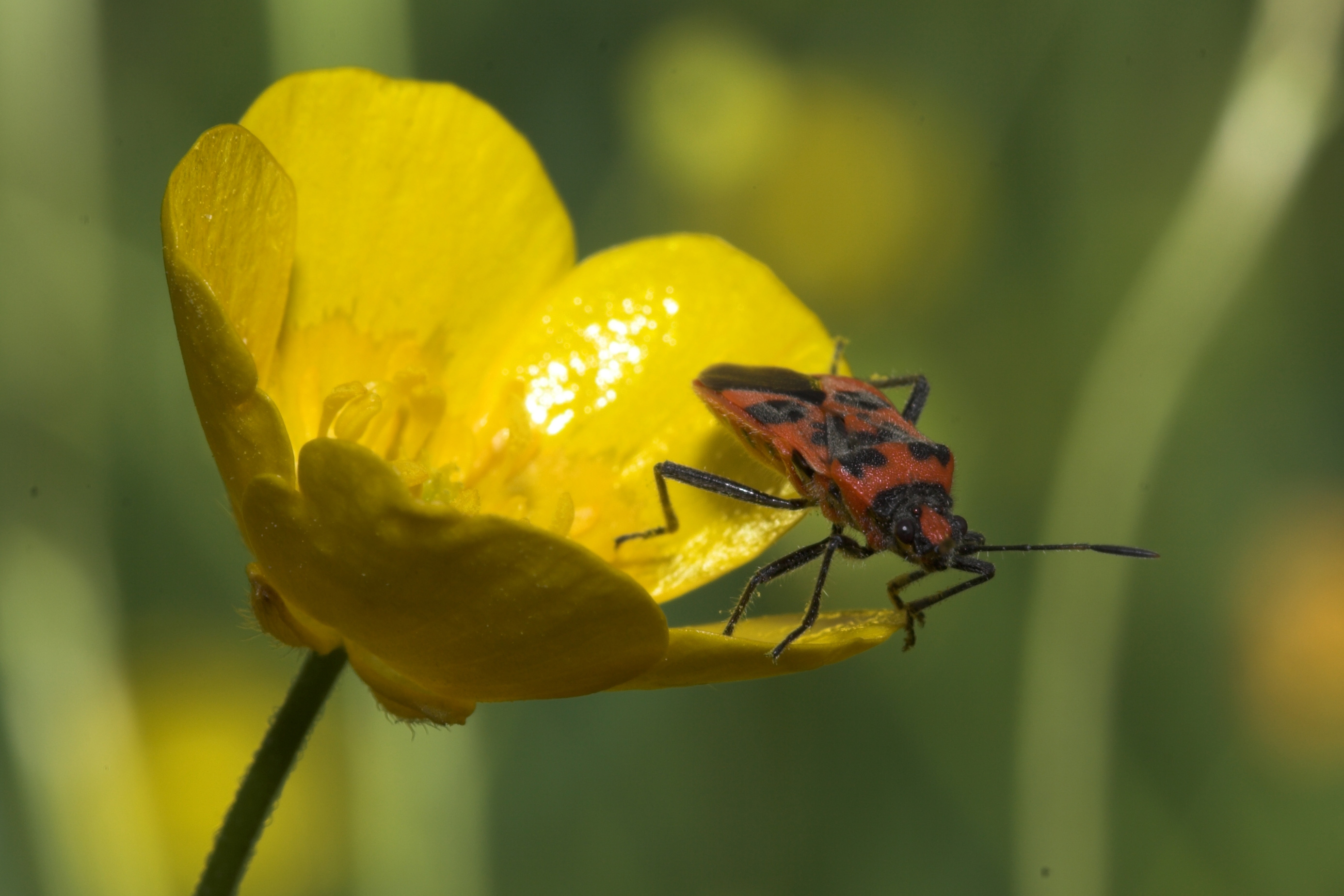
Kaneelwants (Corizus hyoscyami)
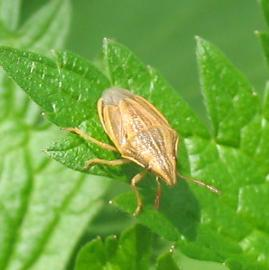
Mijterschildwants (Aelia acuminata)
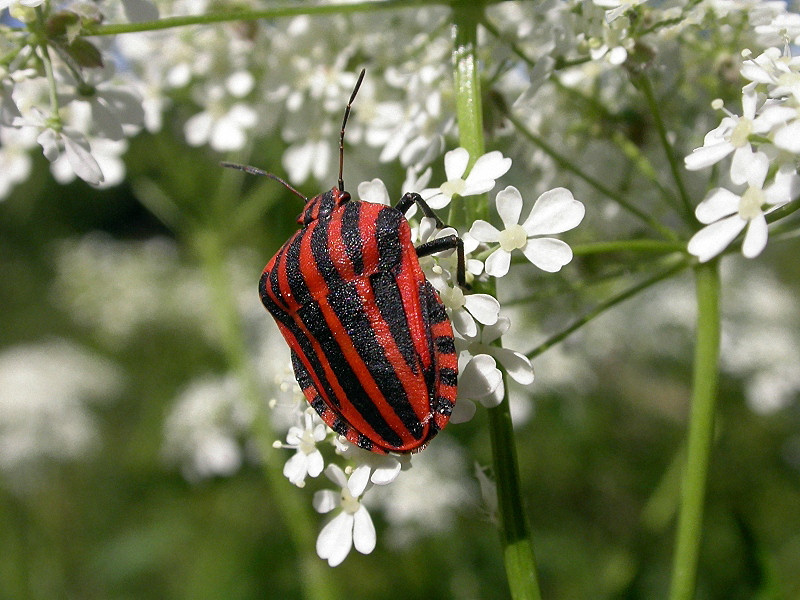
Pyjamaschildwants (Graphosoma italicum)
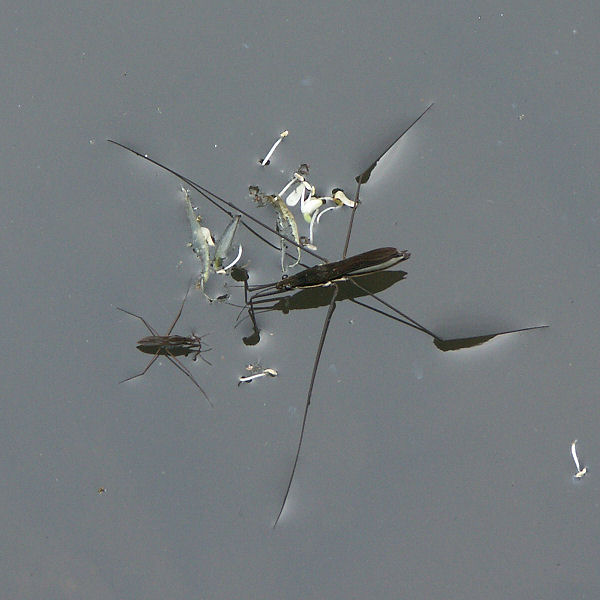
Schaatsenrijder (Gerris lacustris)
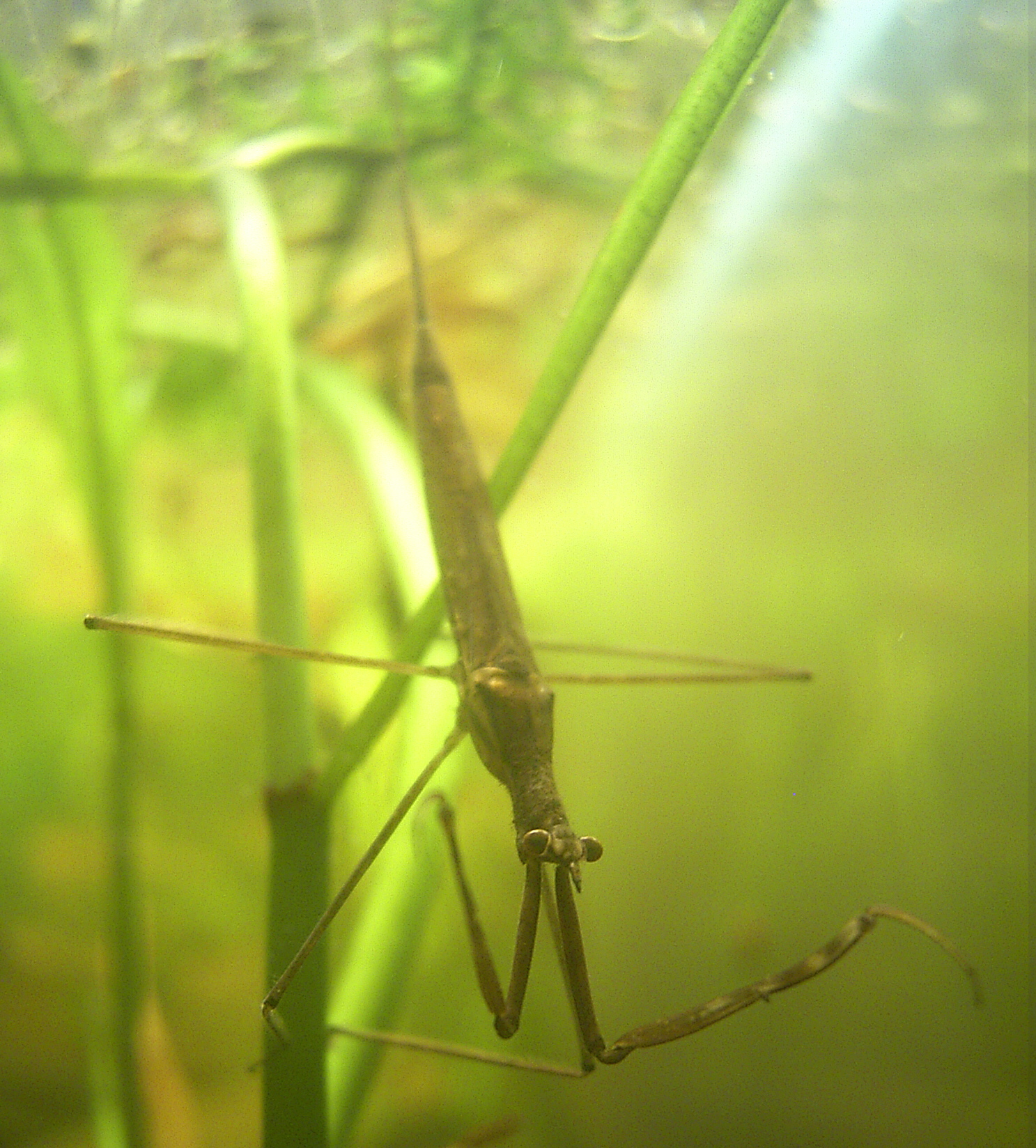
Staafwants (Ranatra linearis)
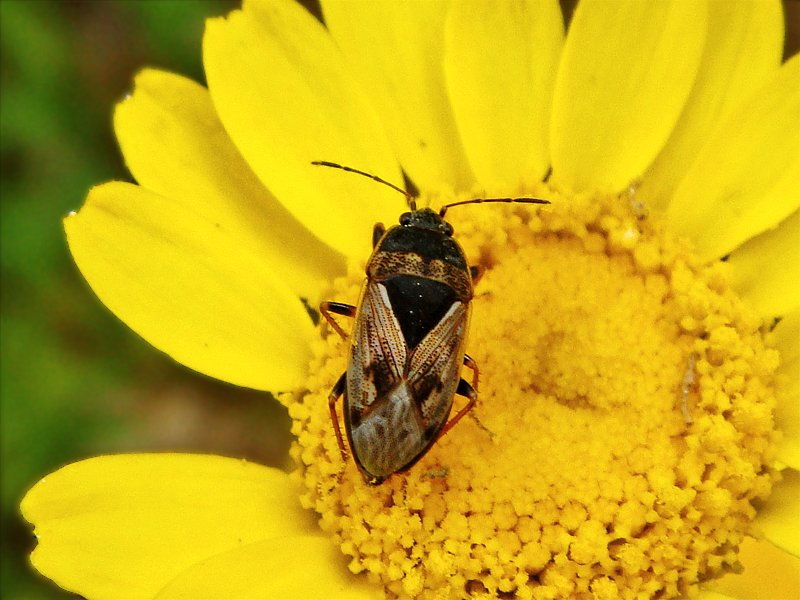
Zandschuinschild (Trapezonotus arenarius)
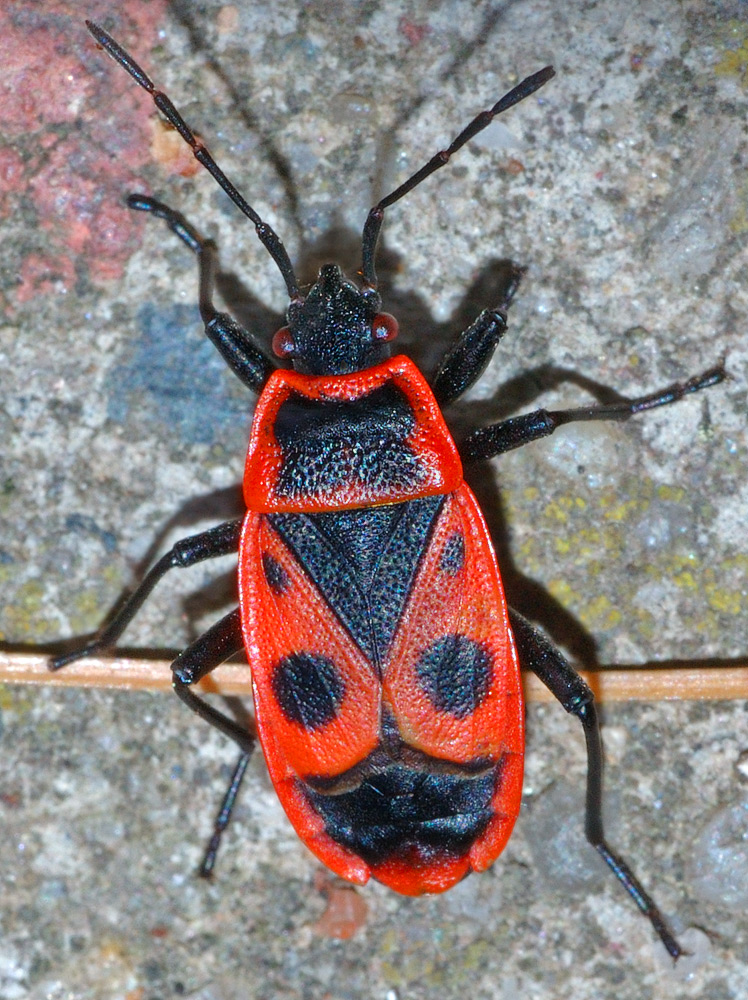
Vuurwants (Pyrrhocoris apterus)
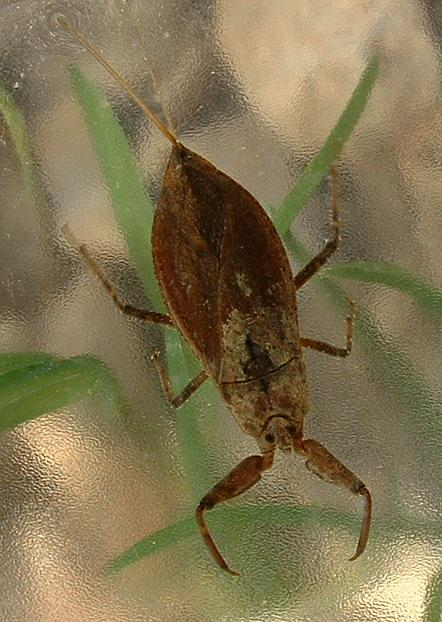
Waterschorpioen (Nepa cinerea)
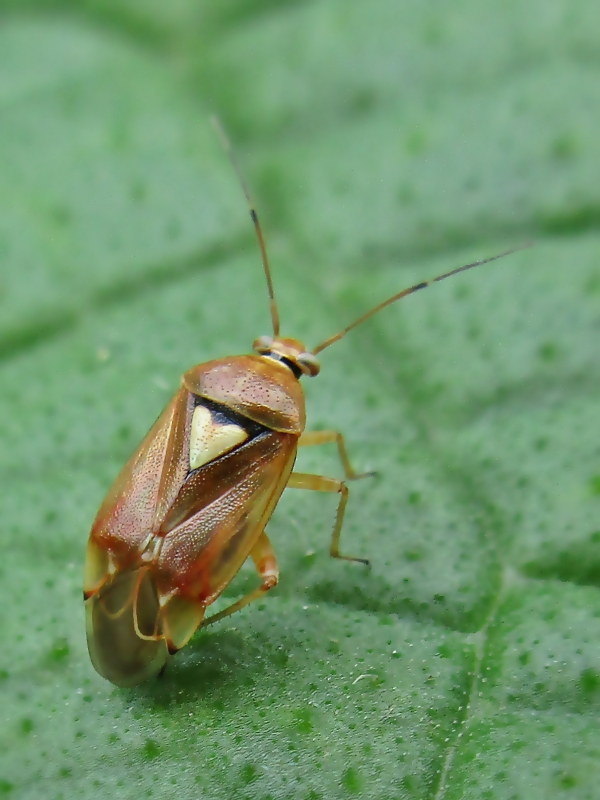
Weidewants (Lygus pratensis)
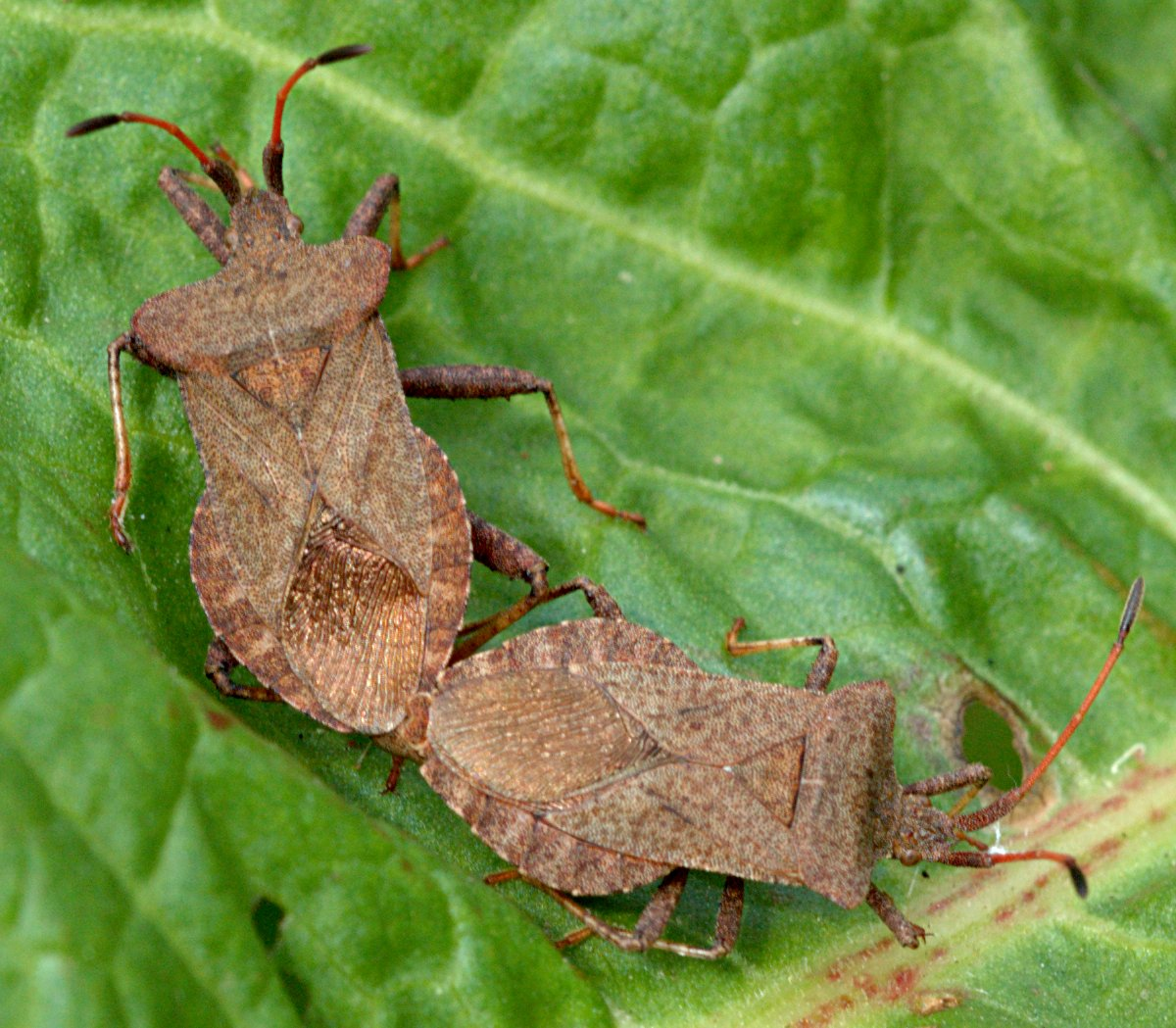
Zuringrandwants (Coreus marginatus)
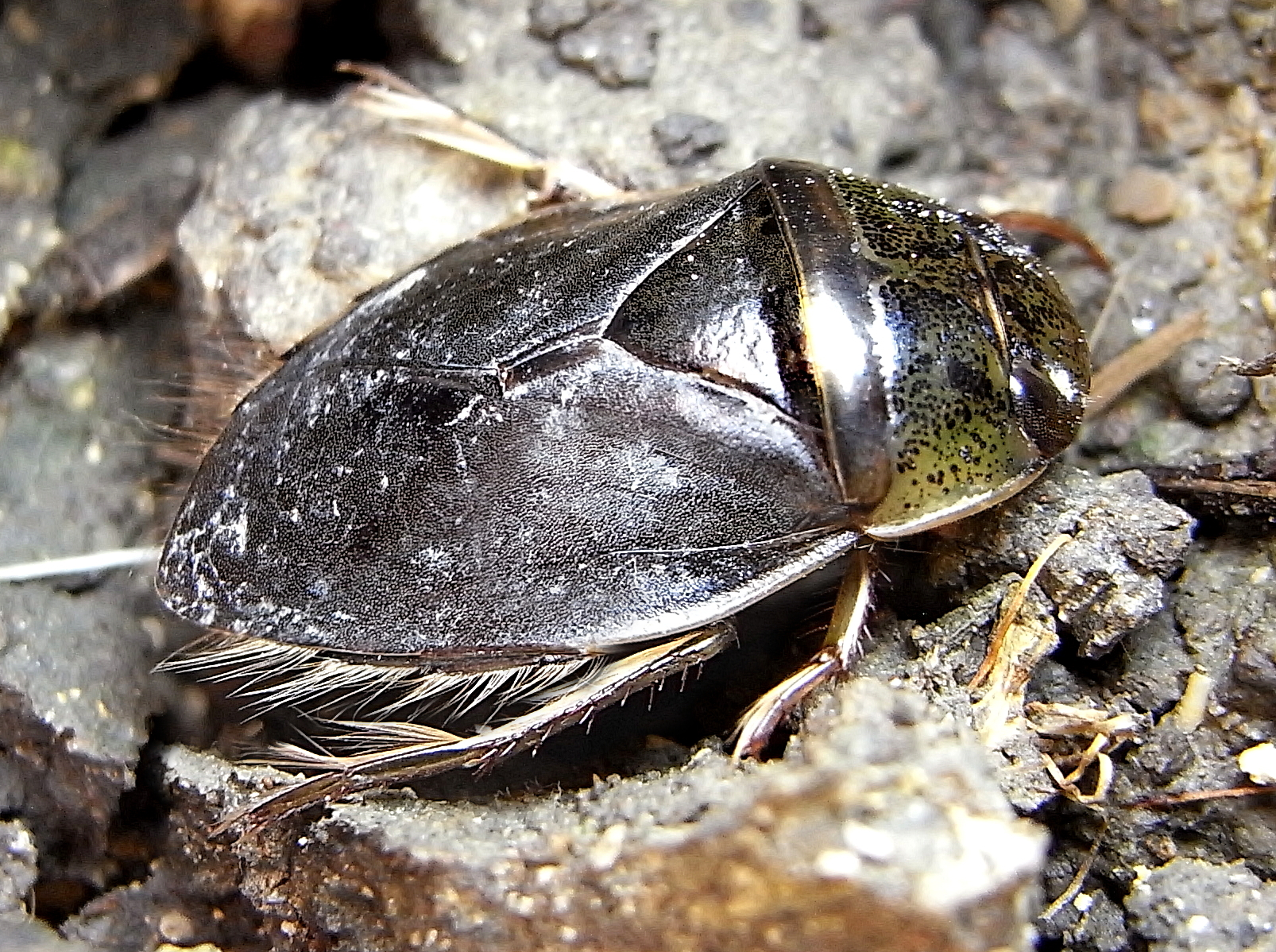
Zwemwants (Ilyocoris cimicoides)
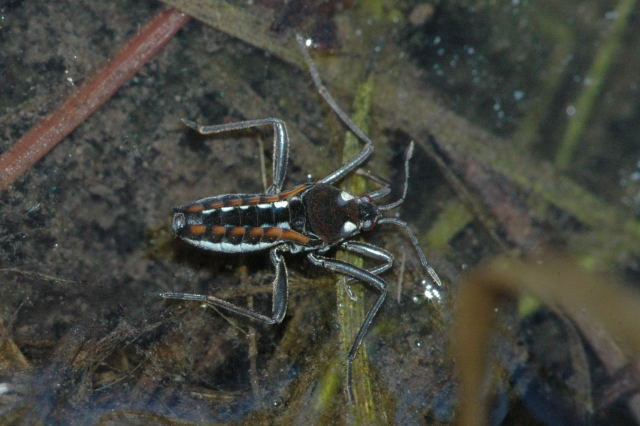
Beekloper (Velia caprai)
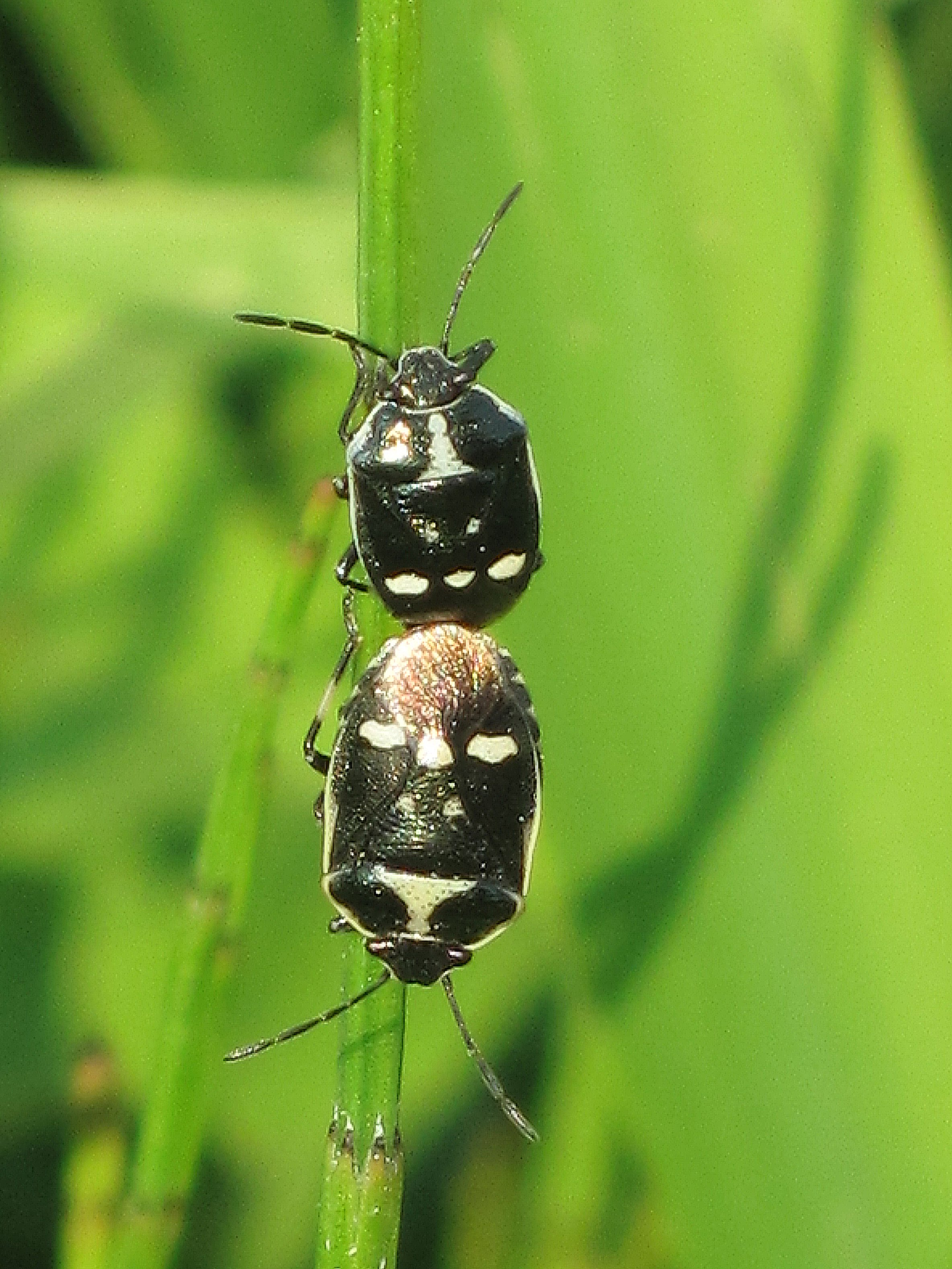
Koolwants (Eurydema oleracea)
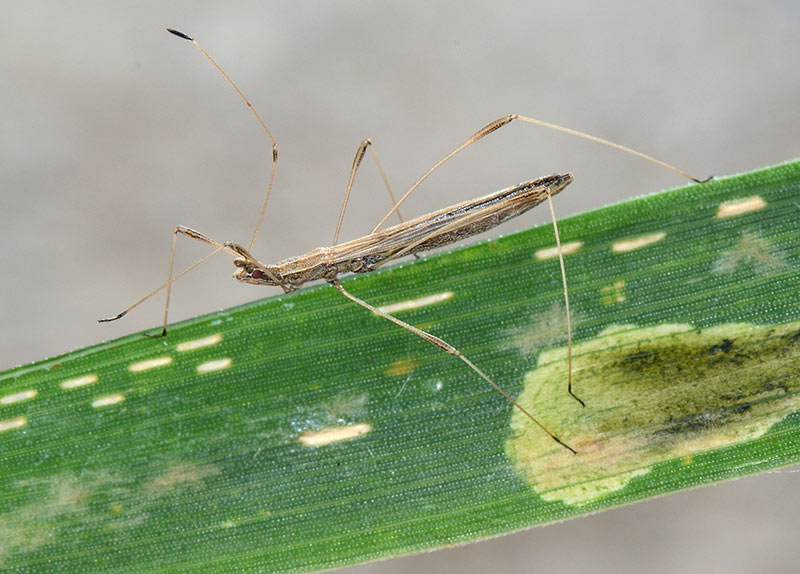
Lange steltwants (Neides tipularius)

## Taxonomie
Wantsen, plantenluizen en cicades zijn wel meer verwant aan elkaar dan aan andere insecten, maar worden toch als drie groepen gezien. De cicades behoren tegenwoordig tot de onderorde Auchenorrhyncha en zijn verdeeld in twee infra-ordes. Van cicades wordt vermoed dat ze zich uit wantsen hebben ontwikkeld waardoor deze groep eigenlijk een onderdeel van de wantsen is, en niet een aparte groep. De plantenluizen vormen de derde onderorde Sternorrhyncha. Overigens behoren andere luizen als hout- en stofluizen en bijtende- of dierluizen niet tot de orde Hemiptera.
Voor de indeling in families is het o.a. van belang naar het aantal geledingen van tarsen, antennes en rostrum, en naar de structuur van de voorvleugel te kijken.

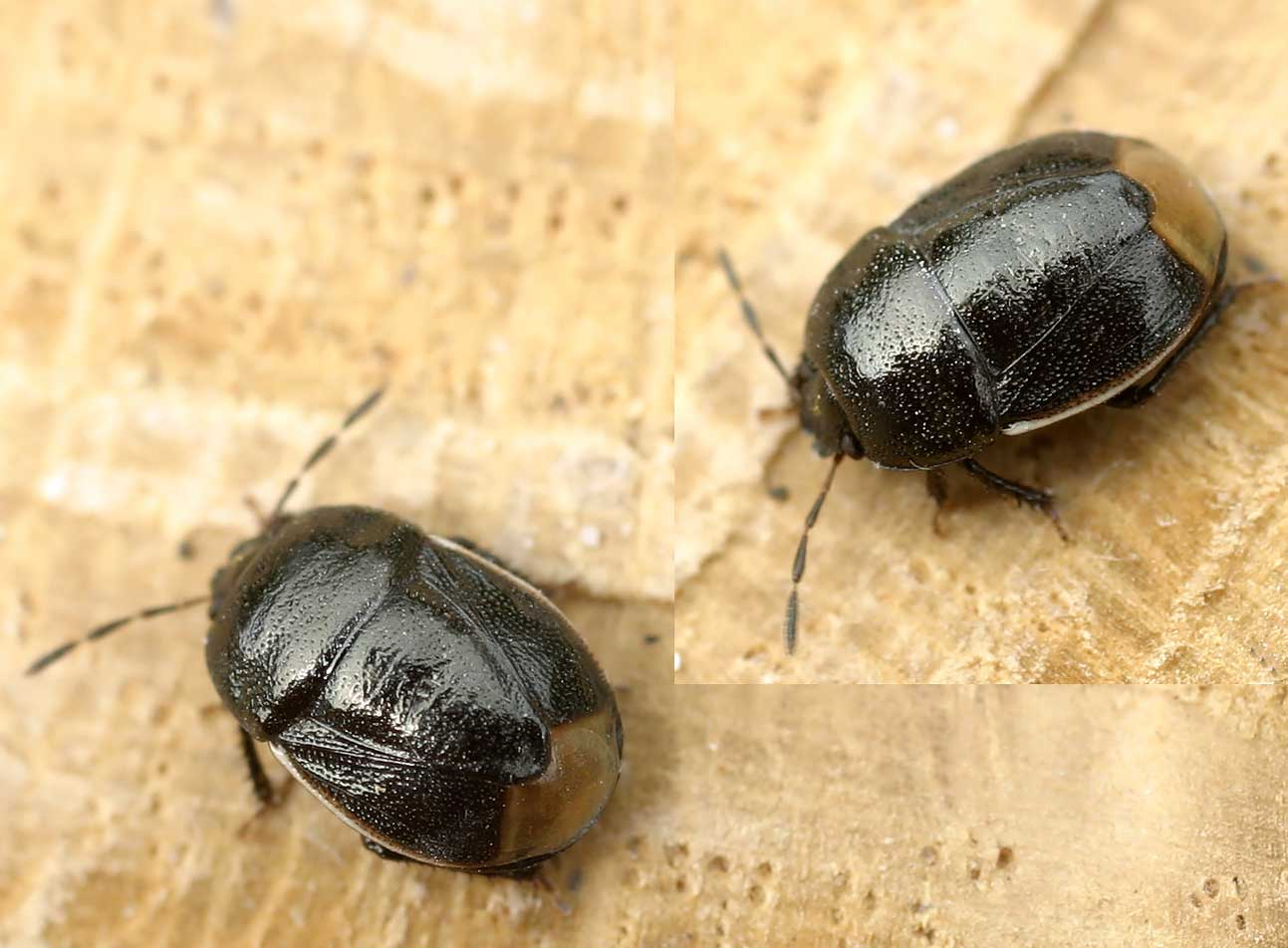
Canthophorus dubius
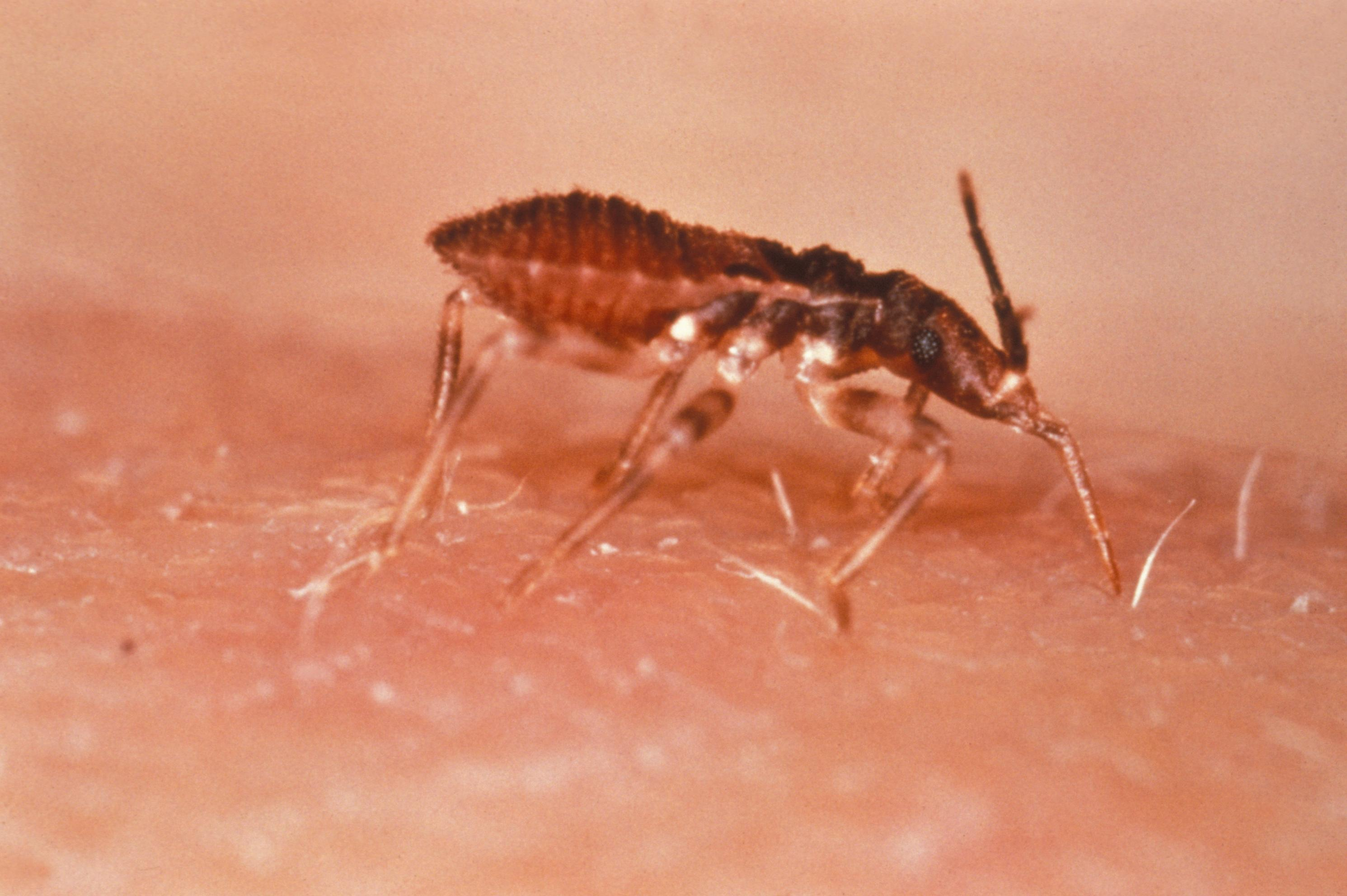
Triatoma infestans
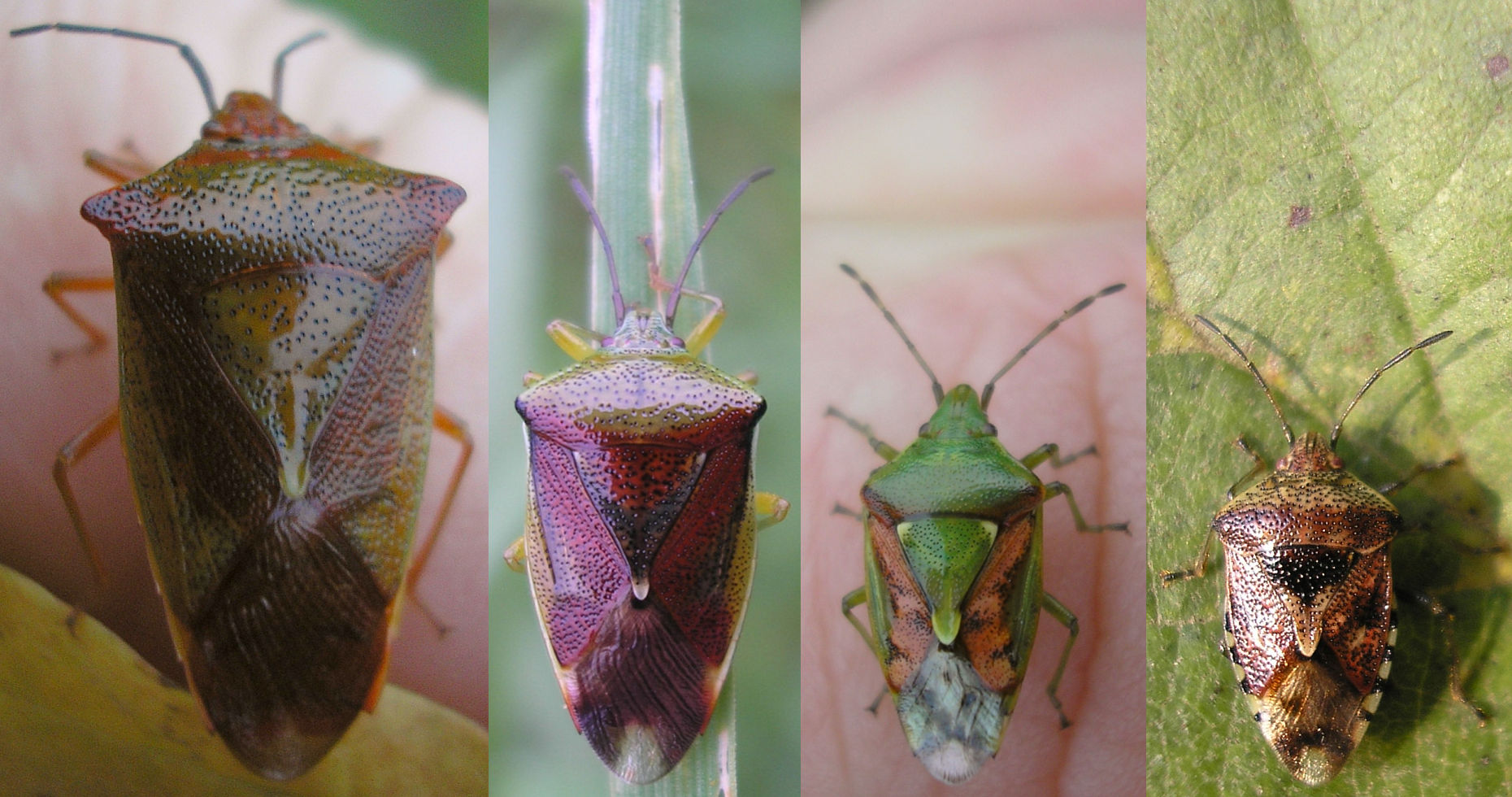
Enkele Acanthosomatidae
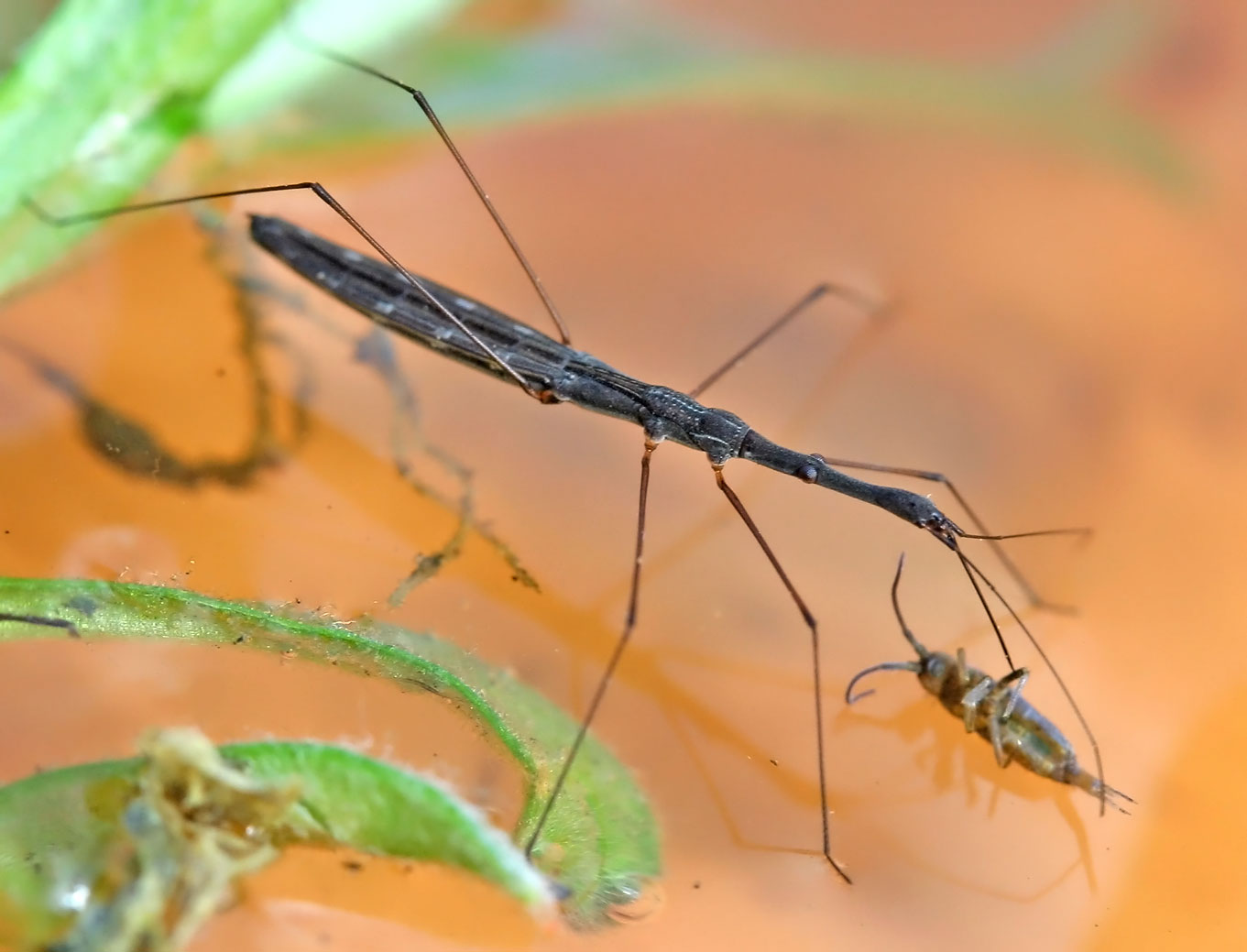
Vijverloper (Hydrometra stagnorum)

Voor de volgende classificatie van wantsen is gebruikgemaakt van het werk van Schuh & Slater (1995), aangevuld met het recente werk van Henry (1997) aan de Pentatomomorpha en Grazia, Schoen & Wheeler (2008) aan de Pentatomoidea en Foottit & Adler (2009) over de superfamilies.
Alleen de indeling van Henry (1997) is niet geheel aangehouden. Hij verhief onderfamilies in de familie Lygaeidae tot families met daarboven de superfamilie Lygaeoidea. Daardoor zie je nu sommige onderfamilies als families vermeld staan. In veel toonaangevende literatuur en websites, wordt echter nog steeds de indeling in de onderfamilies aangehouden (bijvoorbeeld in het Nederlands Soortenregister en op de website British Bugs).
Bij de families staan alleen soorten vermeld als de familie nog niet beschreven is op Wikipedia. Alle andere soorten staan op de pagina met de beschrijving van de familie.
- Infraorde Enicocephalomorpha (alleen zuidelijk halfrond)
  - Familie Aenictopecheidae
  - Familie Enicocephalidae
- Infraorde Dipsocoromorpha
  - Familie Ceratocombidae (bladmoswantsen)
  - Familie Dipsocoridae (veenmoswantsen)
  - Familie Schizopteridae
  - Familie Hypsipterygidae
  - Familie Stemmocryptidae
- Infraorde Gerromorpha
  - Superfamilie Gerroidea
    - Familie Gerridae (schaatsenrijders)
    - Familie Hermatobatidae
    - Familie Veliidae (beeklopers)

  - Superfamilie Hebroidea
    - Familie Hebridae
    - Familie Macroveliidae
    - Familie Paraphrynoveliidae

  - Superfamilie Hydrometroidea
    - Familie Hydrometridae (waterlopers)

  - Superfamilie Mesoveloidea
    - Familie Mesoveliidae (bladlopers)
- Infraorde Nepomorpha
  - Superfamilie Corixoidea
    - Familie Corixidae (duikerwantsen)

  - Superfamilie Naucoroidea
    - Familie Aphelocheiridae (rivierbodemwantsen)
    - Familie Potamocoridae
    - Familie Naucoridae (platte waterwantsen of zwemwantsen)

  - Superfamilie Nepoidea
    - Familie Belostomatidae (reuzenwaterwantsen)
    - Familie Nepidae (waterschorpioenen)

  - Superfamilie Notonectoidea
    - Familie Notonectidae (bootsmannetjes)
    - Familie Pleidae (dwergbootsmannetjes )
    - Familie Helotrephidae

  - Superfamilie Ochteroidea
    - Familie Gelastocoridae
    - Familie Ochteridae
- Infraorde Leptopodomorpha
  - Superfamilie Leptopodoidea
    - Familie Leptopodidae
    - Familie Omaniidae

  - Superfamilie Saldoidea
    - Familie Aepophilidae
    - Familie Saldidae (oeverwantsen)
- Infraorde Cimicomorpha
  - Superfamilie Cimicoidea
    - Familie Anthocoridae (bloemwantsen)
    - Familie Cimicidae (bedwantsen)
    - Familie Lasiochilidae
    - Familie Lyctocoridae
    - Familie Plokiophilidae
    - Familie Polyctenidae

  - Superfamilie Joppeicoidea
    - Familie Joppeicidae

  - Superfamilie Microphysoidea
    - Familie Microphysidae

  - Superfamilie Miroidea
    - Familie Miridae (blindwantsen)
    - Familie Thaumastocoridae
    - Familie Tingidae (netwantsen)

  - Superfamilie Naboidea
    - Familie Medocostidae
    - Familie Nabidae (sikkelwantsen)

  - Superfamilie Reduvioidea
    - Familie Pachynomidae
    - Familie Reduviidae (roofwantsen)

  - Superfamilie Velocipedoidea
    - Familie Curaliidae
    - Familie Velocipedidae
- Infraorde Pentatomomorpha
  - Superfamilie Aradoidea
    - Familie Aradidae (schorswantsen)
    - Familie Termitaphididae

  - Superfamilie Coreoidea
    - Familie Alydidae (kromsprietwantsen)
    - Familie Coreidae (randwantsen)
    - Familie Rhopalidae (knotswantsen, glasvleugelwantsen)
    - Familie Hyocephalidae
    - Familie Stenocephalidae (wolfsmelkwantsen)

  - Superfamilie Idiostoloidea
    - Familie Henicocoridae
    - Familie Idiostolidae

  - Superfamilie Lygaeoidea
    - Familie Berytidae (steltwantsen)
    - Familie Colobathristidae
    - Familie Cryptorhamphidae
    - Familie Lygaeidae (bodemwantsen)
    - Familie Malcidae
    - Familie Ninidae
    - Familie Pachygronthidae
    - Familie Piesmatidae (amarantwantsen)

  - Superfamilie Pentatomoidea
    - Familie Acanthosomatidae (kielwantsen)
    - Familie Canopidae
    - Familie Cydnidae (graafwantsen)
    - Familie Corimelaenidae
    - Familie Dinidoridae
    - Familie Lestoniidae
    - Familie Megarididae
    - Familie Pentatomidae (schildwantsen)
    - Familie Phloeidae
    - Familie Plataspididae
    - Familie Scutelleridae (pantserwantsen)
    - Familie Tessaratomidae
    - Familie Thaumastellidae
    - Familie Urostylididae
    - Familie Saileriolidae

  - Superfamilie Pyrrhocoridea
    - Familie Largidae
    - Familie Pyrrhocoridae (vuurwantsen)